# Leonard Kupka
Leonard Kupka (ur. 5 listopada 1926 w Zabełkowie, zm. 5 marca 2001) – polski rolnik i polityk, poseł na Sejm PRL VIII kadencji.

## Życiorys
Syn Wilhelma i Filomeny z domu Twardzik. Uzyskał wykształcenie podstawowe. Prowadził własne gospodarstwo rolne. Był radnym Wojewódzkiej Rady Narodowej w Katowicach. W latach 1982–1985 pełnił mandat posła na Sejm PRL VIII kadencji w okręgu Rybnik. Zasiadał w Komisji Górnictwa, Energetyki i Chemii, Komisji Skarg i Wniosków oraz w Komisji Górnictwa, Energetyki i Wykorzystania Zasobów Naturalnych.
Otrzymał Złoty Krzyż Zasługi. Został pochowany na cmentarzu parafialnym w Zabełkowie.